# 首都高速中央環状線
首都高速中央環状線（しゅとこうそくちゅうおうかんじょうせん、英語: Central Circular Route）は、東京都品川区の大井ジャンクション (JCT) から目黒区・渋谷区・中野区・新宿区・豊島区・板橋区・北区・足立区・葛飾区を経由して江戸川区の葛西JCTに至る、首都高速道路の路線である。略称は中環または中央環状。道路上に設置されているルートマークでは中環表記と中央環状表記が混在している。
事業計画の路線名は、都道首都高速5号線（一部）・6号線（一部）・葛飾江戸川線・板橋足立線・目黒板橋線・品川目黒線・高速葛飾川口線（一部）に指定されている。
起点側から、中央環状品川線（大井JCT - 大橋JCT）・中央環状新宿線（大橋JCT - 熊野町JCT）・中央環状王子線（板橋JCT - 江北JCT）・東側区間（江北JCT - 葛西JCT）の4つの区間から構成される。中央環状新宿線と中央環状王子線の間（熊野町JCT - 板橋JCT）については5号池袋線との重複区間である。
路線番号はC2（Circle 2）である。

## 概要
首都高速都心環状線の外側に位置する環状線である。副都心とのアクセス、および各放射線の中央付近を接続する役割を担う。また、都心から約8キロメートル (km) 圏内の、渋谷・新宿・池袋などの副都心エリアを環状に連絡するとともに、放射道路を相互に連絡する、首都圏の3環状9放射の一番内側の環状道路（東京外環自動車道・首都圏中央連絡自動車道とともに3環状の一つ）と位置づけられている。
2015年（平成27年）3月7日に中央環状品川線が開通したことで、中央環状線が全線開通した。
2012年（平成24年）1月1日より首都高速では均一料金から距離制料金へ移行しており、都心環状線の慢性的な渋滞を緩和することを目的として、都心を迂回して中央環状線を利用する場合、
- 出発地が放射線（上り）入口
- 目的地が放射線（下り）出口
- 中央環状線経由の利用距離が都心環状線経由の利用距離を上回る

という要件を満たせば、普通車は100円、大型車は200円が割り引かれた。

### 葛西JCT - 江北JCT（東側区間）

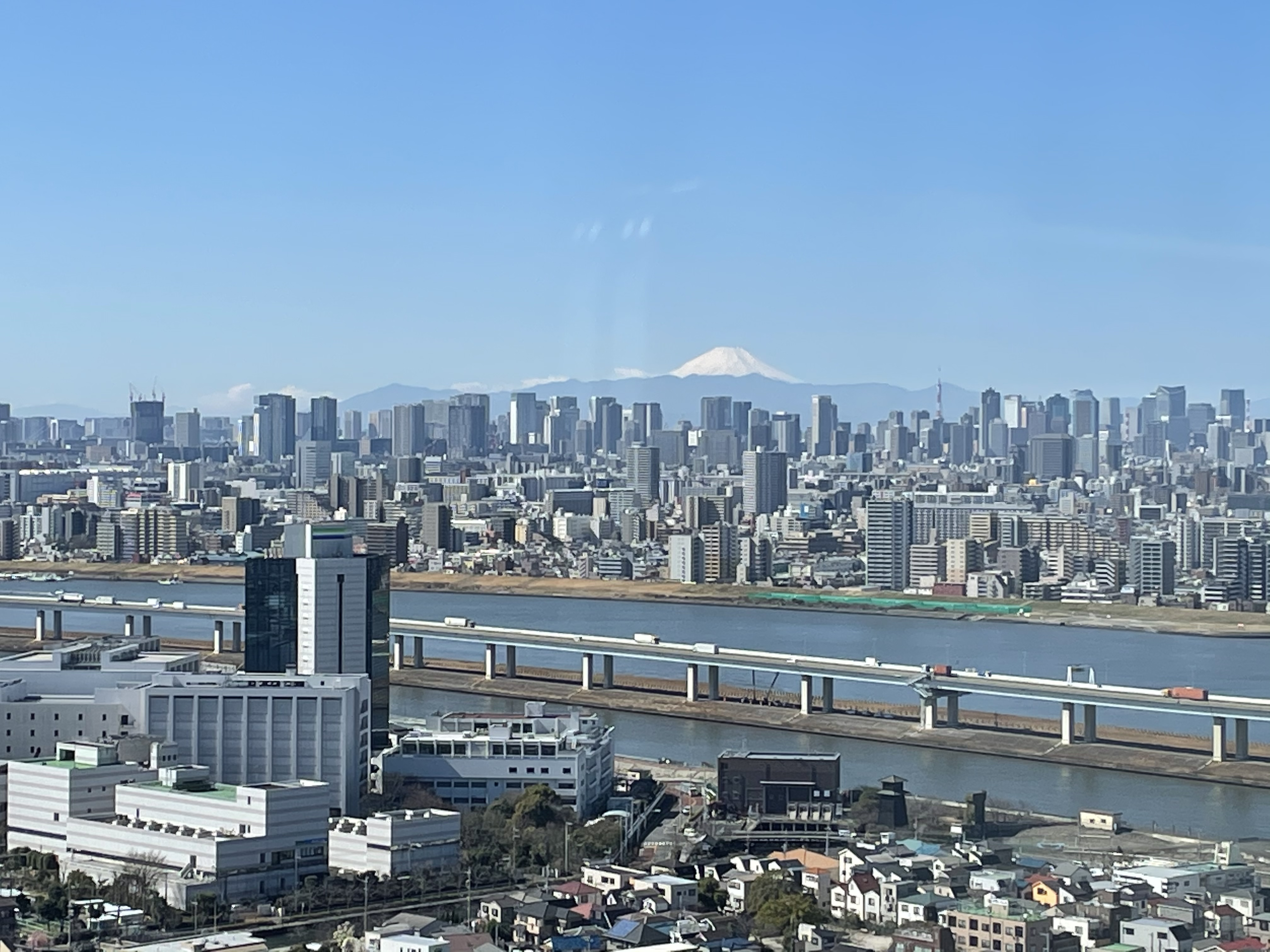
堤防上に建設された中央環状線 葛西JCT - 小松川JCT間（並行する2河川のうち手前が中川、奥が荒川。タワーホール船堀から撮影。2021年）

東側区間は、中央環状線の単独区間のうち最も早く開通した区間である。一部機関では中央環状荒川線の呼称も使われている。大半の区間が荒川（かつしかハープ橋 - 小菅JCT間は並行する綾瀬川）の堤防上に建設されており、用地買収の必要がなかった事は早期開通にとって有利であったが、水防を最優先として他目的の利用を極力抑える河川行政との調整は容易でなかったとされる。
堤防上に建設された背の高い高架道路であるため、視界を遮るほどの遮音壁はほとんど設置されていない。道路西側は荒川、東側は高層建築物が少ない市街地が広がっている。密集市街地にネットワークを形成している首都高速では例外的な、きわめて開放的な眺望を得られる区間ではあるが、同時に冬を中心に強い横風にさらされることもあるため、走行には注意が必要である。
河川の堤防上に収めるため、広い用地を要する4方向のジャンクション（タービン型、クローバー型等）は設置されておらず、全てのジャンクションが中央環状線から分岐するだけの3方向ジャンクションである。このため、6号向島線および6号三郷線は中央環状線と交差するのではなく、小菅・堀切の両JCTで一旦合流してから分岐する構造とされ、両JCT間は内外回りとも4車線となっている。2018年の拡幅までは本路線の内回りと6号向島線下りが堀切JCTで合流した直後に本路線の右側車線が小菅出口となって分岐し、6号三郷線が分岐する小菅JCTまでの区間は1車線減少して3車線となっており、これらは深刻な渋滞の原因になっていた。
川口線は当初、本区間を介してのみ他の首都高速と連絡していた。また上記の通り、6号三郷線と6号向島線を連続して走行する場合、堀切JCT - 小菅JCT間で中央環状線を経由することとなる。このため、都心部と東北自動車道・常磐自動車道を行き来する交通が本区間に集中しており、箱崎JCTと併せて首都高速最大の渋滞発生箇所となっている。東京外環自動車道や中央環状新宿線の開通で幾分緩和したが、東京外環自動車道や首都圏中央連絡自動車道の3環状道路の整備やジャンクションの改良による抜本的改善が待たれている。
一方、交差する7号小松川線は、長らく中央環状線とのジャンクションは設けられず接続していなかったが、7号小松川線は両国JCTのみで首都高速各路線と連絡しており、同JCT付近を先頭とする渋滞が多発していることから、7号小松川線との交差箇所に、7号小松川線の京葉道路方面と中央環状線の堀切JCT方面を接続する連絡路（小松川JCT）が整備され、2019年12月1日に開通した。
また、1号上野線を入谷出入口から延伸して中央環状線と接続する計画があり、足立区本木付近（扇大橋出入口 - 千住新橋出入口間）の本線はジャンクションの増設を想定した構造で建設されている。しかし都市計画決定等はされておらず、この接続構造は利用されないままになっている。

### 板橋JCT - 江北JCT（中央環状王子線）
中央環状王子線は、飛鳥山トンネルを除くほぼ全区間が、内回りを上、外回りを下にした上下2段の高架橋となっており、既存道路幅に収めることで用地買収を最小限にとどめている。
本区間の開通以前は、東北自動車道や常磐自動車道から都心方面へ向かうには6号向島線を経由するか、別料金の東京外環自動車道へ迂回して5号池袋線へ向かうしかなかった。本区間の開通により新たなルートが形成され、6号向島線や箱崎JCT・堀切JCTの渋滞緩和が図られた一方、以前から激しかった5号池袋線の渋滞を、板橋JCTの供用開始で、さらに悪化させることになり、中央環状新宿線の開通に期待を持たせる格好となった。
なお、「中央環状王子線」とは、建設中における路線名である。この区間が開通した現在は「中央環状線」と呼ぶのが正式であるが、中央環状線は前述の通り、大きく4つの区間に分かれるため、他の区間と明確に区別するために、現在でも通称として中央環状王子線と呼ぶ場合がある。

### 熊野町JCT - 板橋JCT
熊野町JCT - 板橋JCT間は5号池袋線の一部として1977年に開通しており、後述の中央環状新宿線の開通により、5号池袋線と中央環状線が重複する区間となった。
中央環状王子線と同様、上下2段の高架構造となっている。当初、両JCT間は内外回りとも3車線であったが、重複区間であることから渋滞のボトルネックとなっており、緩和策として2018年3月までに内外回りとも4車線化されている。

### 大橋JCT - 熊野町JCT（中央環状新宿線）

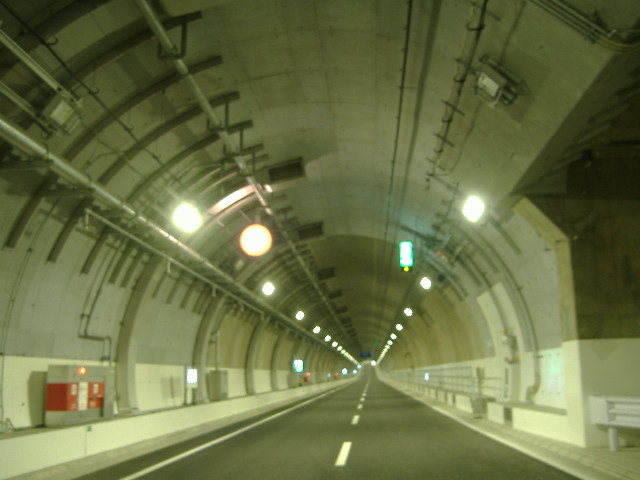
山手トンネル（内回り西池袋入口付近）

中央環状新宿線は、3号渋谷線との接続部である大橋JCTから山手通りの地下を通り、4号新宿線との接続部である西新宿JCTを経由して、熊野町JCTに至る路線である。2007年12月22日に北側6.7 km（西新宿JCT - 熊野町JCT間）が開通、2010年3月28日に南側4.3 km（大橋JCT - 西新宿JCT間）が開通した。
中央環状新宿線の開通によって、3号渋谷線、5号池袋線および都心環状線の大幅な混雑解消が期待されている。しかしながら、当区間に続く前述の熊野町JCT - 板橋JCT間が渋滞多発地点であるほか、当区間内にある全ての出入口およびジャンクションが右車線側で接続されている上、地下に本線があるためにこれら全ての出入口およびジャンクションのランプが首都高速の他の路線と比べて非常に急勾配になっているため、走行時は注意が必要である。
なお、導入空間である山手通りの拡幅整備も同時に行われた。
2007年（平成19年）6月には、中央環状新宿線のトンネル部分の名称について首都高速公式ウェブサイトでアンケートが実施され、そのアンケートの結果を元に検討を行い、トンネル名称を「山手（やまて）トンネル」とすることを同年7月13日に公式発表した。

#### 高架から地下構造への変更
当初は、中央環状新宿線は全線を2段式の高架構造（熊野町JCT - 飛鳥山トンネルの区間と同一）で建設する予定であったが、沿道からの反対運動に遭い、地下構造で都市計画決定された。
従来、首都高速は基本的に高架構造で建設されており、トンネル構造は皇居周辺の一部区間や水底トンネルなどに限られていた。しかし、東京湾アクアラインの建設を通じて、長大な道路トンネルをシールド工法で建設する技術が実用化され、中央環状新宿線を地下構造で建設する目処が立った。さらに、飛鳥山トンネルをNATM工法で建設する際に、中央環状新宿線を見据えて経験を積んだ。
中央環状新宿線以後に建設や計画が進んでいる首都高速は、地下構造を採用したものが多くなっており、中央環状新宿線は本格的な地下道路の先駆けとなった。

#### 要町付近の地下化
高松出入口や東京メトロ有楽町線・副都心線 要町駅は、中央環状線が高架で建設される事を想定した設計ですでに建設されていたため、当初は要町通り前後は高架とし、西武池袋線 椎名町駅手前で地下に降りる案が立案された。
しかし、これも高架区間近隣住民の反対に遭ったため、まず椎名町駅より南の区間のみ先行して都市計画決定を1990年（平成2年）に行い、要町付近は先送りにされた。その後、要町駅の一部と高松出口を撤去する事で要町付近も地下構造とする案で合意し、残りの区間の都市計画が1993年（平成5年）に決定された。
高松出口は要町交差点に近接しているため、本線のトンネル入口を作る空間が確保出来なかった。このため、高松出口を撤去して空間を作り、内回り線の出口機能は椎名町駅と要町交差点の間に新設する西池袋出口で代替することになった。工事期間中は高松出口を仮設高架橋に切り替え、西池袋出口開設の前日に閉鎖された。
要町交差点内には、将来山手通りを立体交差化することを想定して、環六ボックス（要町ボックス）と呼ばれるトンネルが設置されていた。これを中央環状線に転用することにしたが、一般道路の設計だったので、そのままでは幅員が狭いなどの問題があった。そこで、要町駅の一部を取り壊して要町ボックスを拡幅する工事が行われた。また換気管がないため、要町駅のさらに下（要町駅は改札階の下に2層のホームを有する深い駅である）に、換気管を推進工法で増設した。

#### 中落合の換気塔の位置の変更
1990年（平成2年）の都市計画決定では、中落合の換気塔は山手通り脇の公園に設置し、上下線に高低差を付ける予定だった。これは将来、関越自動車道と結ぶ高速練馬線とのジャンクションを建設する際に、支障がでないようにとの配慮しての設計であったが、公園内への換気塔の設置に対する住民の反対運動がおき、第118回国会（1990年〈平成2年〉）の建設委員会において、鈴木喜久子委員による反対を趣旨とした質疑に取り上げられた。そのため、中落合の換気塔を山手通り内に入れ、トンネルも上下線に高低差を付けない設計に変更され、1991年（平成3年）4月に都市計画変更された。
なお現在の構造でも、最新の土木技術を駆使し、莫大な建設コストをかければ、中落合でのジャンクションの建設は不可能ではないと考えられている。中央環状新宿線の中落合付近の前後の開削区間では、上下線が相互に乗り入れられる構造となっている。これは将来、もしも中落合付近でジャンクションを建設する場合は、上下線のうち一方を一時的に他方に乗り入れさせて対面通行とし、残りの路線を切り崩して分岐が作れるようにとの配慮である。

#### 富ヶ谷以南のルート変更
大橋JCT - 富ヶ谷出入口は、地上の山手通りが神山町交差点で急カーブしておりシールド工法では山手通り内に収まらない為、1990年（平成2年）の都市計画では東大駒場キャンパスを縦断して南へ直進する線形で計画された。その後、技術開発によりシールド工法でも山手通り内で建設できることになり、この区間でも山手通りの下を通るよう1999年（平成11年）に都市計画変更された。この時、すでに当初計画に沿った用地買収（地下にトンネルを建設する権利の取得）が始まっていたが、すでに支出した用地費が無駄になっても、変更した方が割安になると説明された。

### 大井JCT - 大橋JCT（中央環状品川線）

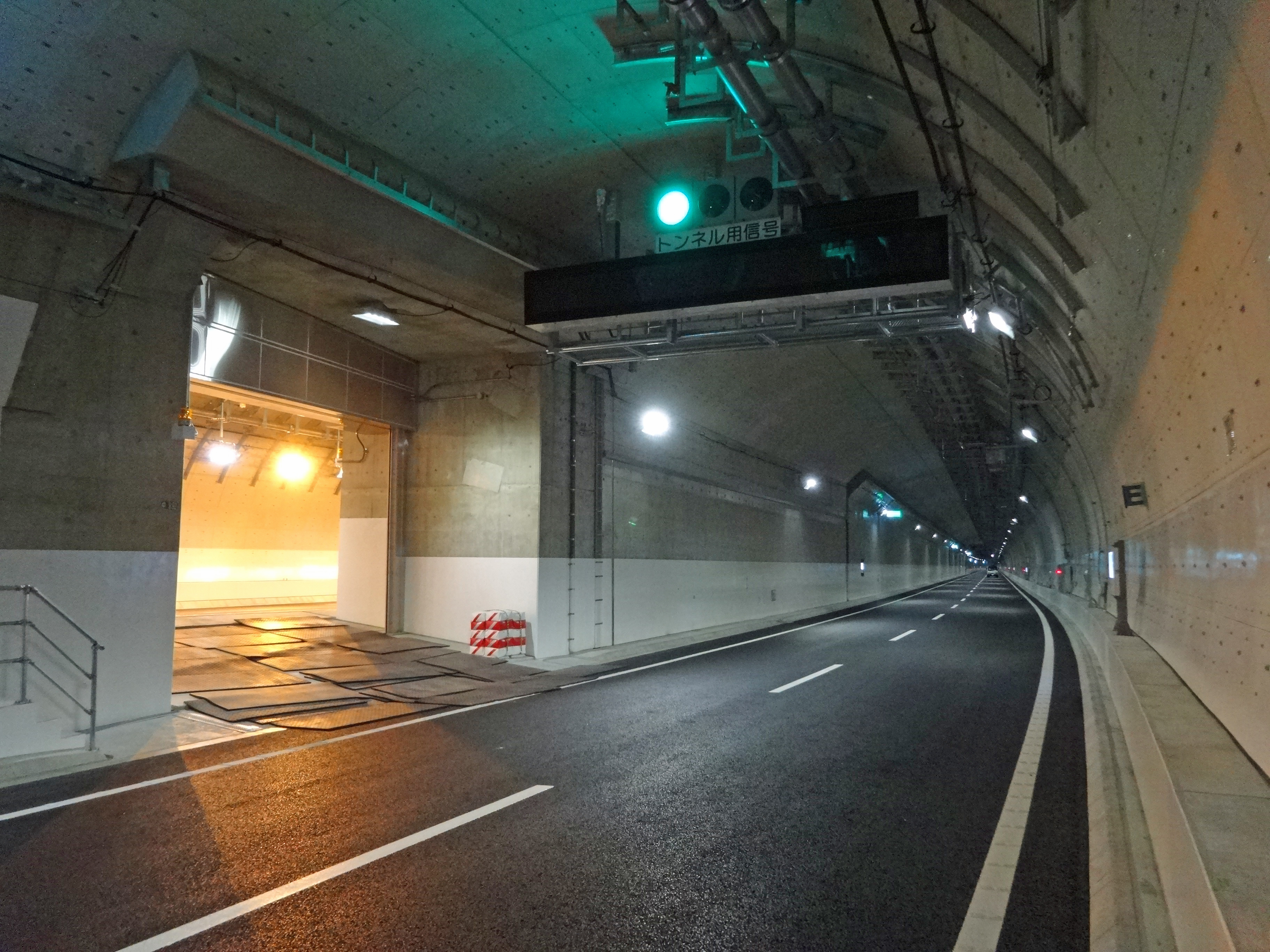
開通前の五反田付近。トンネル左手の開口部は非常時に反対方向に車を戻すためのもの。

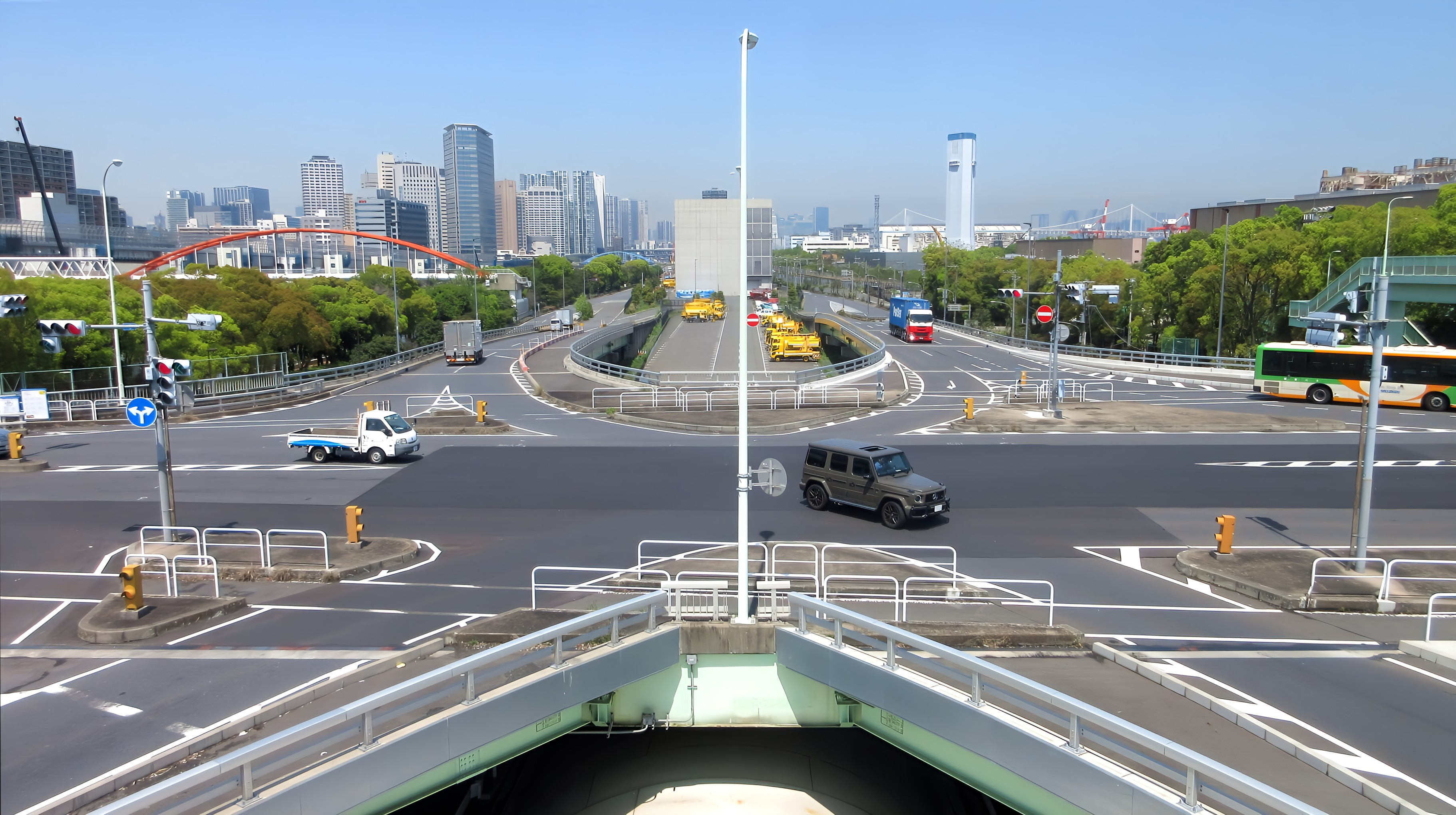
大井北埠頭歩道橋より山手トンネルを見下ろす

中央環状品川線は、湾岸線から中央環状新宿線に接続する路線である。2004年（平成16年）11月に都市計画決定、2006年（平成18年）6月に事業化された。同年11月に着工。2013年度（平成25年度）開通予定であったが、出入口・換気所工事において出水が発生したため延期され、2015年（平成27年）3月7日に開通した。これにより、中央環状線は全線開通した。大部分は、山手通りと目黒川の地下を通る。
事業期間を短縮するため、内回り本線は東京都の事業、外回り本線と五反田出入口と大井JCT・中環大井南出口は首都高速の事業として建設された。1号羽田線および2号目黒線と交差するが、工費・工期を節減するためジャンクションは整備されていない。また、中央環状新宿線と比較して本線の起伏が小さく、途中の出入口も2か所だけであることなどから、換気所の数は計4箇所に留まっている。五反田出入口を左側分流にするため、この区間は右側通行となっている（大橋JCT南側と大井JCT西側で内回り・外回りのトンネルがねじれている。トンネル内であり対向車が見えないため問題はない）。

#### 中央環状品川線の建設技術
中央環状新宿線では中間に設置した縦坑からそれぞれシールドマシンを発進させていたが、中央環状品川線では大井JCT付近から発進したシールドマシンが大橋JCTまで直接到達した。各換気所間をそれぞれ別のシールドマシンで掘削する場合と比べ、シールド工事自体の日数は長くかかったが、換気所の掘削を待たずに地上の大井JCTから発進することで、全体の工期は短縮できた。
また、シールド工事に伴う建設発生土の搬出や資材の搬入を、埋立地にある大井JCTに集約することができ、沿道環境への負荷削減を図った。しかし、大型のシールドマシンで長距離を掘削することは容易ではなく、耐久性などの点で技術が進歩したために実現した工事計画である。
五反田出入口は、地上から発進したシールドマシンが地中で本線トンネルに合流する工法で、地上掘削を伴わない接続工事を施工した。これは首都高速道路では初の施工例であり、技術提案を含む競争入札が行われた。
これらの技術は、大深度地下の利用を目的にゼネコン各社が開発してきたものである。そして中央環状品川線の建設は、建設が事業化されている東京外環自動車道東京区間を視野に入れた技術実証の場にもなっている。外環道東京区間は、中央環状品川線より更に大きな断面のシールドトンネルを、さらに深い場所に、さらに長距離で掘削するためである。

## 出入口など
- 出入口番号欄の背景色が■である部分については道路が供用済みの区間を示している。
- 接続路線名の「（間）」を付記しているのは他の道路を介して接続している間接接続。
- 全線東京都内に所在。

| 出入口 番号 | 施設名                              | 接続路線名                               | 大井JCT から (km) | 備考                                                            | 所在地   |
| ----------- | ----------------------------------- | ---------------------------------------- | ----------------- | --------------------------------------------------------------- | -------- |
| -           | 大井JCT                             | 湾岸線                                   | 0.0               |                                                                 | 品川区   |
| C18         | 中環大井南出入口                    | 国道357号                                | 1.2               | 大橋方面出入口 入口はETC専用                                    | 品川区   |
| C20         | 五反田出入口                        | 都道環状六号線                           | 6.0               | 大橋方面出入口                                                  | 品川区   |
| -           | 大橋JCT                             | 渋谷線 E1 東名高速・東名川崎方面         | 9.4               |                                                                 | 目黒区   |
| C22         | 富ヶ谷出入口                        | 都道環状六号線                           | 11.4              | 西新宿方面出入口 入口はETC専用                                  | 渋谷区   |
| C23         | 初台南出入口                        | 都道環状六号線                           | 11.8              | 大橋方面出入口 入口はETC専用                                    | 渋谷区   |
| -           | 西新宿JCT                           | 新宿線 E20 中央道・高井戸方面            | 13.0              | 三宅坂JCT方面とは往来不可                                       | 新宿区   |
| C24         | 中野長者橋出入口                    | （間）国道20号甲州街道                   | 14.7              | 大宮・東北道方面出入口                                          | 中野区   |
| C25         | 西池袋出入口                        | （間）目白通り （間）要町通り            | 18.5              | 中央道・高井戸方面出入口 入口はETC専用                          | 豊島区   |
| C26         | 西池袋出口                          | （間）目白通り （間）要町通り            | 20.1              | 大宮・東北道方面からの出口                                      | 豊島区   |
| C28         | 高松入口                            | （間）目白通り （間）要町通り            | 20.1              | 大宮・東北道方面への入口 ETC専用                                | 豊島区   |
| -           | 熊野町JCT                           | 池袋線 銀座・東池袋方面                  | 20.4              | 西新宿JCT方面から東池袋方面へは往来不可                         | 豊島区   |
| -           | 熊野町JCT                           | 池袋線 銀座・東池袋方面                  | 20.4              | 西新宿JCT方面から東池袋方面へは往来不可                         | 板橋区   |
| -           | 板橋JCT                             | 池袋線 大宮・E17 関越道方面              | 21.4              |                                                                 |          |
| C29         | 新板橋出口                          | 国道17号中山道                           | 22.3              | 中央道・関越道方面からの出口                                    |          |
| C31         | 滝野川入口                          | 国道17号中山道                           | 22.4              | 中央道・関越道方面への入口 ETC専用                              | 北区     |
| C33         | 王子南出入口                        | 国道122号明治通り                        | 25.4              | 中央道・関越道方面出入口                                        | 北区     |
| C34         | 王子北出入口                        | 王子千住夢の島線                         | 26.1              | 東北道・湾岸線方面出入口 入口はETC専用                          | 北区     |
| -           | 江北JCT                             | 川口線 E4 東北道・安行方面               | 27.9              |                                                                 | 足立区   |
| C35         | 扇大橋出入口                        | （間）尾久橋通り                         | 28.4              | 安行・東北道方面出入口 大宮・東池袋方面は出入不可 入口はETC専用 | 足立区   |
| C36         | 扇大橋出入口                        | （間）尾久橋通り                         | 29.4              | 湾岸線方面出入口 入口はETC専用                                  | 足立区   |
| C37         | 千住新橋出入口                      | （間）国道4号日光街道                    | 31.4              | 大宮・東北道方面出入口                                          | 足立区   |
| C38         | 千住新橋出入口                      | （間）国道4号日光街道                    | 32.4              | 湾岸線方面出入口                                                | 足立区   |
| -           | 小菅JCT                             | 三郷線 E6 常磐道・三郷方面               | 33.6              |                                                                 | 葛飾区   |
| C40         | 小菅出入口                          | 平和橋通り                               | 34.1              | 湾岸線・銀座方面出入口                                          | 葛飾区   |
| -           | 堀切JCT                             | 向島線 銀座・箱崎方面                    | 34.8              |                                                                 | 葛飾区   |
| C41         | 四つ木出入口                        | （間）国道6号水戸街道                    | 35.7              | 東北道・三郷方面出入口 入口はETC専用                            | 葛飾区   |
| C42         | 四つ木出入口                        | （間）国道6号水戸街道                    | 36.6              | 空港中央・東関道方面出入口 入口はETC専用                        | 葛飾区   |
| C43         | 平井大橋出入口                      | 蔵前橋通り                               | 38.3              | 東北道・三郷方面出入口                                          | 葛飾区   |
| C45 703     | 小松川JCT 中環小松川入口 小松川出口 | 小松川線 E14 京葉道路方面 （間）船堀街道 | 40.5              | 東北道・三郷方面出入口                                          | 江戸川区 |
| C46         | 船堀橋出入口                        | 新大橋通り                               | 42.2              | 空港中央・東関道方面出入口                                      | 江戸川区 |
| C47         | 清新町出入口                        | 船堀街道                                 | 44.4              | 東北道・三郷方面出入口 入口はETC専用                            | 江戸川区 |
| -           | 葛西JCT                             | 湾岸線                                   | 46.9              |                                                                 | 江戸川区 |

## 歴史

### 板橋JCT - 葛西JCT【東側区間】
- 1982年（昭和57年）3月30日 : 千住新橋出入口 - 堀切JCT間開通。
- 1983年（昭和58年）11月30日 : 堀切JCT - 四つ木出入口間開通。
- 1986年（昭和61年）3月 : 王子線（板橋JCT - 江北JCT間）都市計画決定。
- 1987年（昭和62年）9月9日 : 江北JCT - 千住新橋出入口間、四つ木出入口 - 葛西JCT間開通。
- 2001年（平成13年）3月 : 小菅JCT - 堀切JCT間の外回りが4車線化。
- 2002年（平成14年）
  - 3月29日 : 清新町出入口開通。
  - 12月25日 : 王子線（板橋JCT - 江北JCT間）開通。
- 2015年（平成27年）
  - 3月29日 : 王子南出入口開通。
  - 8月24日 : 小菅出口（内回り）が長期間閉鎖（内回り・堀切JCT - 小菅JCT間 4車線化拡幅工事のため）[10][11]。
- 2017年（平成29年）6月23日 : 小菅出口（内回り）の閉鎖解除[12]。
- 2018年（平成30年）2月25日 : 堀切JCT - 小菅JCT間の内回りが4車線化[13]。
- 2019年（令和元年）12月1日 : 小松川JCT・中環小松川入口供用開始[6]。

### 大橋JCT - 熊野町JCT（中央環状新宿線）
- 1990年（平成2年）8月13日 : 大橋JCT - 要町間都市計画決定。
- 1991年（平成3年）4月 : 中落合都市計画決定（変更）。
- 1993年（平成5年）2月 : 要町 - 熊野町JCT間都市計画決定。
- 1999年（平成11年）4月30日 : 大橋JCT都市計画決定（変更）。
- 2004年（平成16年）1月20日 : 大橋JCT都市計画決定（変更）。
- 2007年（平成19年）
  - 7月13日 : 中央環状新宿線のトンネル名称を「山手トンネル」と決定した事を公式発表。
  - 12月22日 : 西新宿JCT - 熊野町JCT間開通。
- 2008年（平成20年）
  - 8月3日 : 5号池袋線熊野町JCTで発生したタンクローリー横転・車両火災事故により通行止めになる。
  - 9月16日 : 通行止めとなっていた山手トンネル（外回り）開通。
  - 9月18日 : 通行止めとなっていた山手トンネル（内回り）開通。
- 2010年（平成22年）3月28日 : 西新宿JCT - 大橋JCT間開通。
- 2018年（平成30年）3月18日 : 熊野町JCT - 板橋JCT間が内回り・外回りともに4車線化[13]。

### 大井JCT - 大橋JCT（中央環状品川線）
- 2004年（平成16年）11月15日 : 都市計画決定。
- 2006年（平成18年）11月 : 着工。
- 2012年（平成24年）3月22日 : 首都高速道路株式会社施工のシールドマシンが中央環状新宿線との接続用竪穴坑に到達、全シールド掘削が完了。
- 2015年（平成27年）3月7日 : 開通（中央環状線全線開通）。

中央環状線は、1987年（昭和62年）の東側区間の全線開通から、2002年（平成14年）の北側区間の全線開通まで、15年間開通がない。これは、バブル経済の発生およびその崩壊により首都高速への投資計画が大幅に狂った為である。1986年（昭和61年）の投資計画では、中央環状王子線の開通は1993年（平成5年）、中央環状新宿線の開通は1996年（平成8年）、そして中央環状品川線の開通は1999年（平成11年）を予定していた。しかしバブル経済による地価の異常上昇、それに続くバブル崩壊による首都圏への公共投資の極端な抑制は、その時期に建設が計画されていた中央環状線の開通を当初予定より大幅に遅らせる結果となった。

## 路線状況

### 車線・最高速度
| 区間                | 車線 上下線=内回り+外回り | 最高速度 |
| ------------------- | ------------------------- | -------- |
| 大井JCT - 熊野町JCT | 4=2+2                     | 60 km/h  |
| 熊野町JCT - 板橋JCT | 8=4+4                     | 60 km/h  |
| 板橋JCT - 江北JCT   | 4=2+2                     | 60 km/h  |
| 江北JCT内           | 2=1+1                     | 40 km/h  |
| 江北JCT - 小菅JCT   | 4=2+2                     | 60 km/h  |
| 小菅JCT - 堀切JCT   | 8=4+4                     | 60 km/h  |
| 堀切JCT - 葛西JCT   | 4=2+2                     | 60 km/h  |

### 主なトンネルと橋

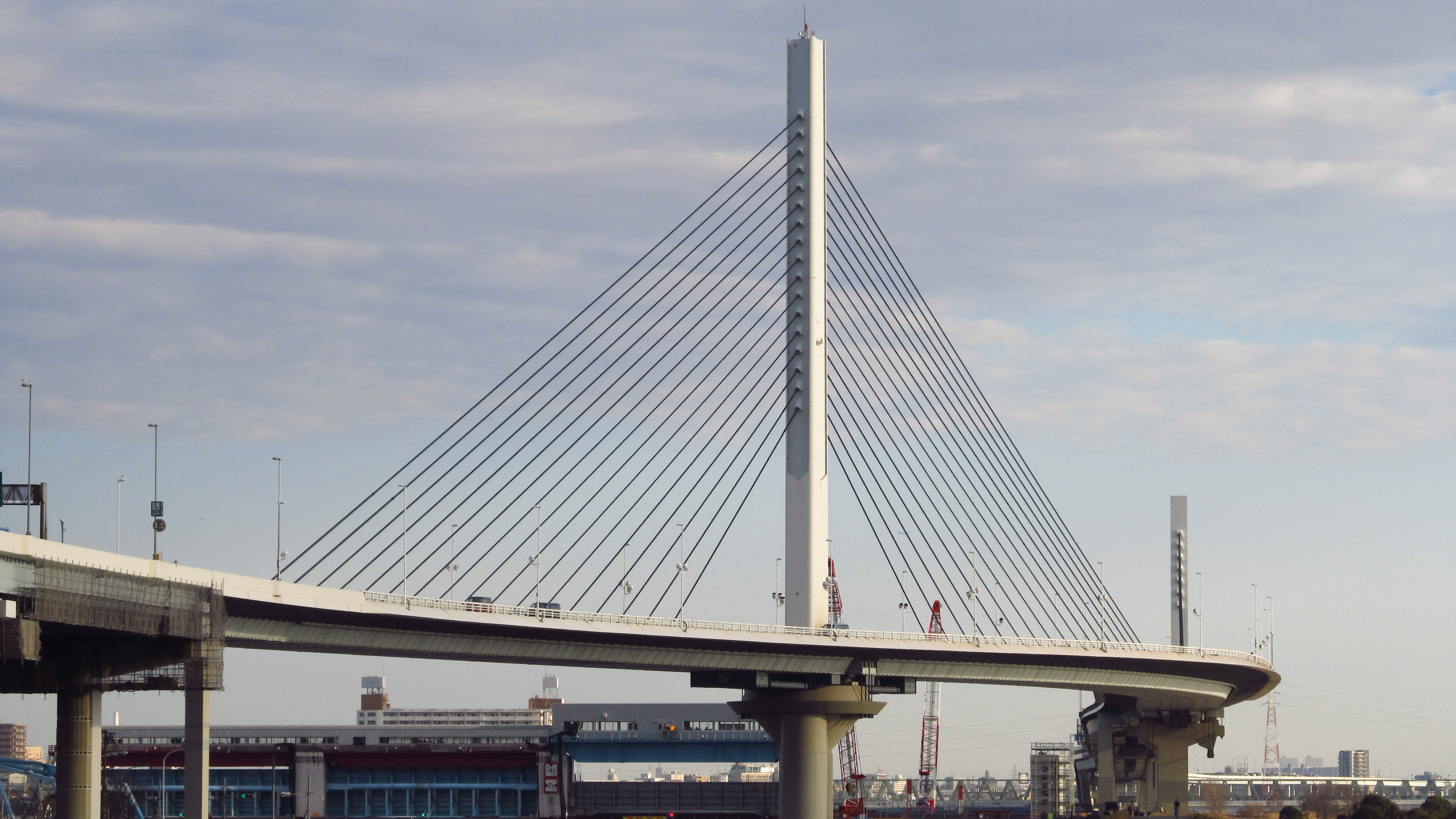
東京都葛飾区にあるかつしかハープ橋

- 山手トンネル （大井JCT - 高松入口間）
- 飛鳥山トンネル （滝野川出入口 - 王子北出入口間）
- 五色桜大橋 （王子北出入口 - 江北JCT間）
- かつしかハープ橋 （四つ木出入口 - 平井大橋出入口間）

#### トンネルの数
| 区間                   | 内回り | 外回り |
| ---------------------- | ------ | ------ |
| 大井JCT - 高松出入口   | 1      | 1      |
| 高松出入口 - 熊野町JCT | 0      | 0      |
| 板橋JCT - 王子北出入口 | 0      | 0      |
| 王子北出入口 - 江北JCT | 1      | 1      |
| 江北JCT - 葛西JCT      | 0      | 0      |
| 合計                   | 2      | 2      |

### 交通量
24時間交通量（台）　道路交通センサス
| 区間                                                   | 平成17（2005）年度 | 平成22（2010）年度 | 平成27（2015）年度 |
| ------------------------------------------------------ | ------------------ | ------------------ | ------------------ |
| 中環大井南出入口 - 大井JCT                             | 調査当時未開通     | 調査当時未開通     | 調査当時未開通     |
| 大井JCT - 五反田出入口                                 | 調査当時未開通     | 調査当時未開通     | 49,976             |
| 五反田出入口 - 大橋JCT                                 | 調査当時未開通     | 調査当時未開通     | 61,499             |
| 大橋JCT - 富ヶ谷出入口                                 | 調査当時未開通     | 36,196             | 79,070             |
| 富ヶ谷出入口 - 初台南出入口                            | 調査当時未開通     | 43,014             | 86,983             |
| 初台南出入口 - 西新宿JCT                               | 調査当時未開通     | 40,245             | 78,578             |
| 西新宿JCT - 中野長者橋出入口                           | 調査当時未開通     | 62,531             | 79,718             |
| 中野長者橋出入口 - 西池袋出入口                        | 調査当時未開通     | 71,289             | 90,459             |
| 西池袋出入口 - 西池袋出口                              | 調査当時未開通     | 68,280             | 84,691             |
| 西池袋出口 - 高松入口                                  | 調査当時未開通     | 68,280             | 84,691             |
| 高松入口 - 熊野町JCT                                   | 調査当時未開通     | 68,280             | 87,007             |
| 熊野町JCT - 板橋JCT                                    | 110,341            | 151,545            | 156,986            |
| 板橋JCT - 新板橋出口                                   | 48,890             | 75,011             | 69,328             |
| 新板橋出口 - 滝野川入口                                | 48,890             | 71,289             | 67,060             |
| 滝野川入口 - 王子南出入口                              | 48,890             | 68,603             | 69,924             |
| 王子南出入口 - 王子北出入口                            | 48,890             | 68,603             | 66,711             |
| 王子北出入口 - 江北JCT                                 | 48,890             | 74,115             | 72,556             |
| 江北JCT - 扇大橋出入口                                 | 94,170             | 100,648            | 79,198             |
| 扇大橋出入口 - 千住新橋出入口                          | 94,170             | 101,275            | 96,189             |
| 千住新橋出入口 - 小菅JCT                               | 94,170             | 99,406             | 94,170             |
| 小菅JCT - 小菅出入口                                   | 94,170             | 161,437            | 157,967            |
| 小菅出入口 - 堀切JCT                                   | 94,170             | 165,171            | 157,591            |
| 堀切JCT - 四つ木出入口                                 | 96,702             | 94,277             | 107,289            |
| 四つ木出入口 - 平井大橋出入口                          | 96,702             | 90,466             | 88,139             |
| 平井大橋出入口 - 小松川JCT・中環小松川入口・小松川出口 | 96,702             | 83,819             | 79,262             |
| 小松川JCT・中環小松川入口・小松川出口 - 船堀橋出入口   | 96,702             | 83,819             | 79,262             |
| 船堀橋出入口 - 清新町出入口                            | 96,702             | 87,400             | 85,031             |
| 清新町出入口 - 葛西JCT                                 | 96,702             | 81,823             | 79,024             |

（出典：「平成22年度道路交通センサス」・「平成27年度全国道路・街路交通情勢調査」（国土交通省ホームページ）より一部データを抜粋して作成）
- 令和2年度に実施予定だった交通量調査は、新型コロナウイルスの影響で延期された[14]。

## 地理

### 通過する自治体
- 東京都
  - 品川区 - 目黒区 - 渋谷区 - 中野区 - 新宿区 - 豊島区 - 板橋区 - 北区 - 足立区 - 葛飾区 - 江戸川区

### 接続する高速道路
- 首都高速湾岸線（大井JCTで接続）
- 首都高速3号渋谷線（大橋JCTで接続）
- 首都高速4号新宿線（西新宿JCTで接続）
- 首都高速5号池袋線（熊野町JCTで接続）
- 首都高速5号池袋線（板橋JCTで接続）
- 首都高速川口線（江北JCTで接続）
- 首都高速6号三郷線（小菅JCTで接続）
- 首都高速6号向島線（堀切JCTで接続）
- 首都高速7号小松川線（小松川JCTで接続）
- 首都高速湾岸線（葛西JCTで接続）

## 備考
小菅JCT - 堀切JCT間は、6号三郷線・6号向島線と中央環状線とが完全に重複している。同区間は内回り・外回りともに4車線化されているが、6号線同士と中央環状線同士を結ぶ動線が平面上で交差しており、4車線であっても織り込みが発生する。そのため同区間の混雑は激しく、首都高速全体では湾岸線の辰巳JCT - 葛西JCT間に次いで第2位の混雑区間となっている。
中央環状新宿線の開通後は、熊野町JCT - 板橋JCT間も同様に5号池袋線と完全に重複する構造となった。元々この付近の5号池袋線は熊野町に急カーブが存在することもあって渋滞や事故の起きやすい区間であったが、さらに中央環状線と交通が輻輳（物が1か所に集中し混雑する状態）することになった結果、両者に激しい渋滞がしばしば発生する。
このため、熊野町JCT - 板橋JCT間の4車線化（内回り・外回り、2018年〈平成30年〉3月18日完成）と小菅JCT - 堀切JCT間の4車線化（内回り、2018年〈平成30年〉2月25日完成）、小松川JCT（京葉道路方面と堀切JCT方面、2019年〈令和元年〉12月1日完成）をそれぞれ整備した。また、内回り・堀切JCT - 小菅JCT間 4車線化拡幅工事のため、小菅出口（内回り）が2015年（平成27年）8月24日から閉鎖されていたが、分岐位置を小菅JCT側に90 m移動し、2017年（平成29年）6月23日に解除された。
大井JCT - 熊野町JCT間は長大トンネル区間のため、危険物積載車両の通行が禁止されている。これに伴い、この区間のランプ（高松入口を除く）も進入が禁止されている。
また、大井JCT - 熊野町JCT間にある西新宿JCT（4号新宿線方面）および熊野町JCT（大井JCT方面から5号池袋線方面）では、都心環状線方面への一般道を経由しない直接の往来はできない。そのため、1号羽田線や5号池袋線（江北JCT方面からのみ）などを経由して都心環状線に出てから4号新宿線・5号池袋線に出る必要がある。